# Okres Snina
Okres Snina je jedním z okresů Slovenska. Leží v Prešovském kraji, v nejvýchodnější části celé země. Na severu hraničí s Polskem, na východě s Ukrajinou, na jihu s okresem Sobrance v Košickém kraji a na západě se okresem Humenné.